# هيتي غولدمان
هيتي غولدمان (بالإنجليزية: Hetty Goldman)‏ هي مؤرخة عصور ما قبل التاريخ وأستاذة جامعية أمريكية، ولدت في 19 ديسمبر 1881 في نيويورك في الولايات المتحدة، وتوفيت في 4 مايو 1972 في برينستون في الولايات المتحدة.